# Axel Leonard Borg
Pour les articles homonymes, voir Borg.
Axel Leonard Borg (1847-1916) est un artiste peintre suédois né à Ystad.
Ses œuvres, essentiellement des paysages ou des scènes de genre, sont exposées dans différents musées en Suède, dont le Nationalmuseum de Stockholm et celui de Göteborg.

## Œuvres

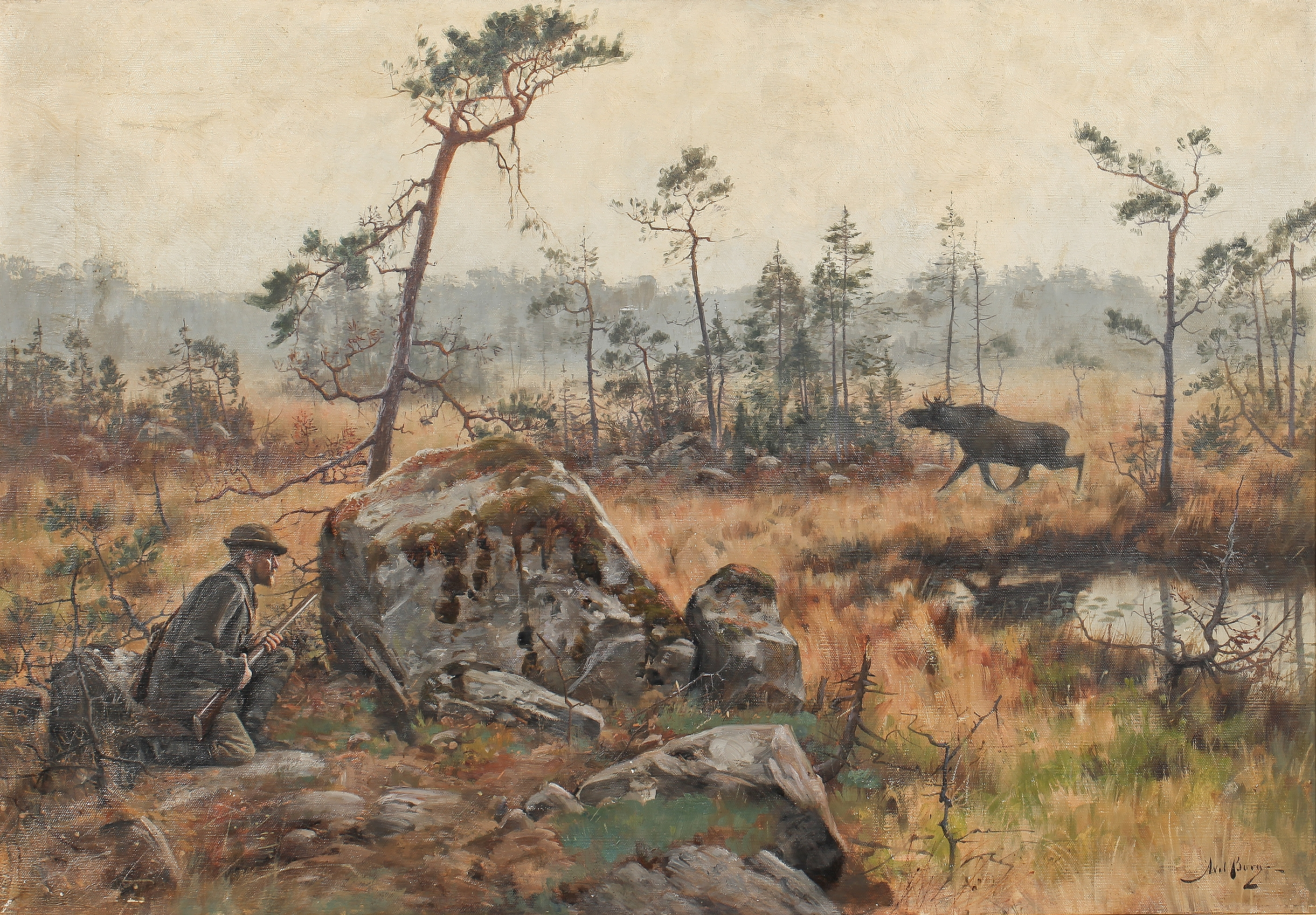
Älgjakt.
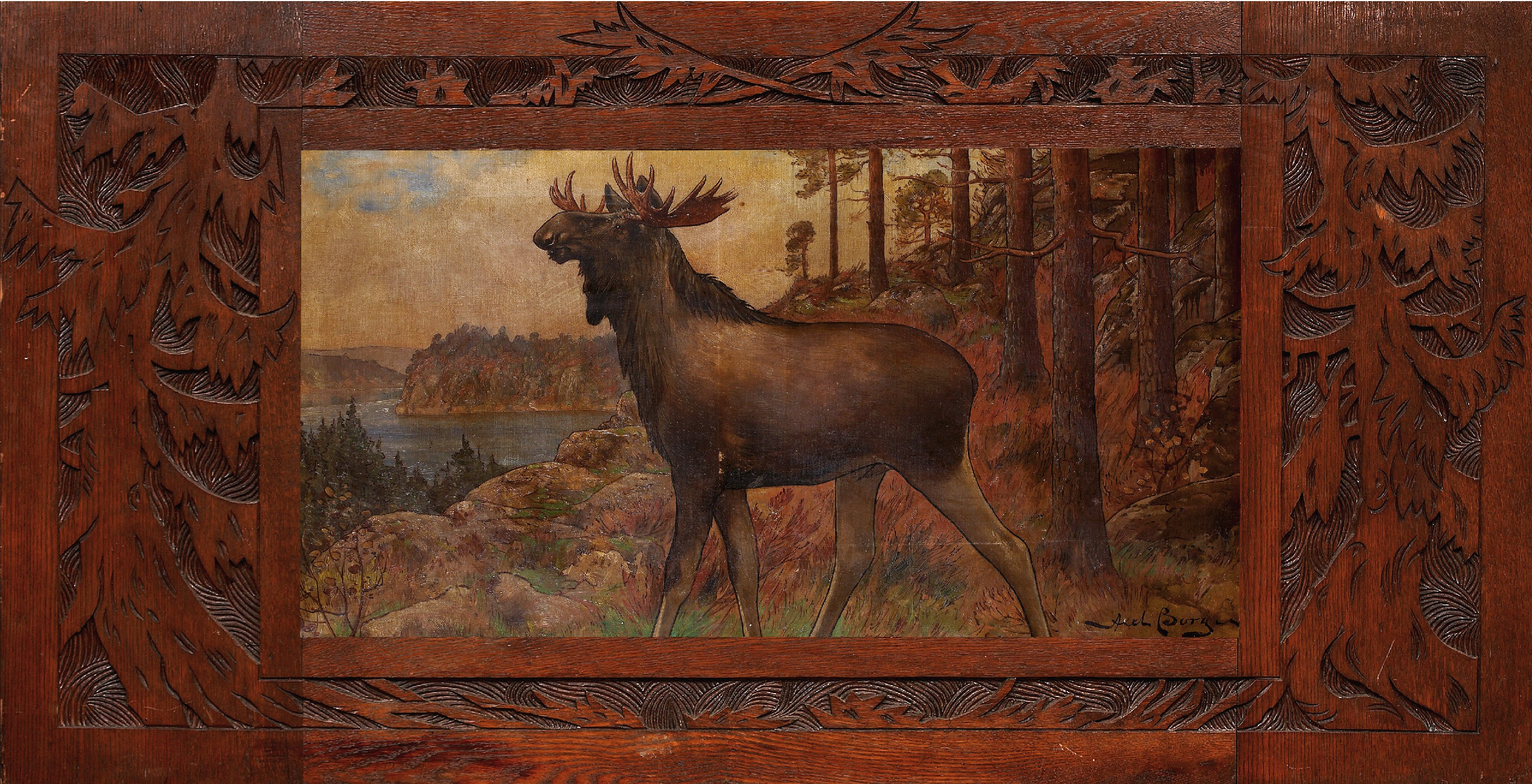
Älgtjur i landskap.
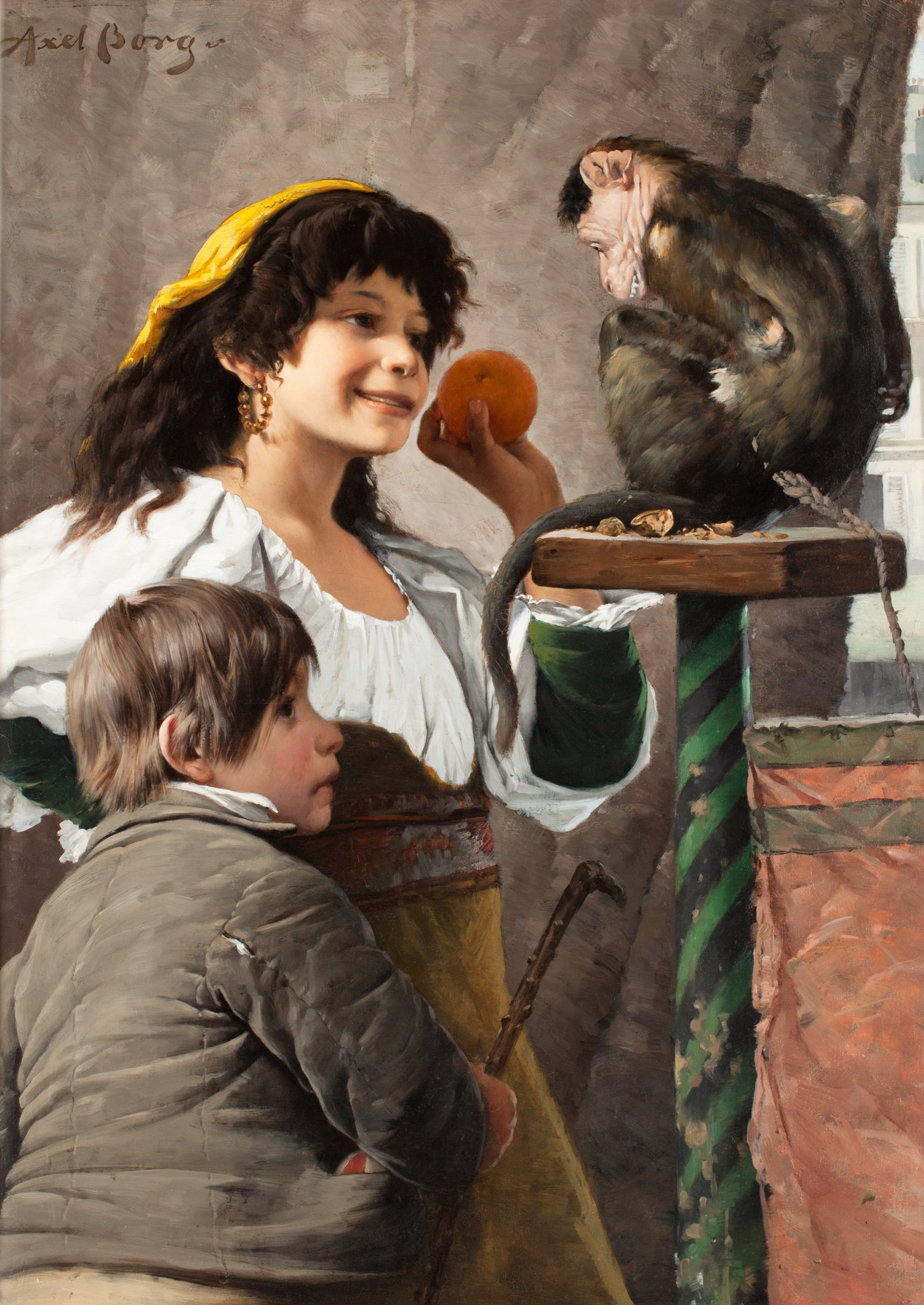
Gycklare med apa.
Ernst Josephson par Axel Borg (Nationalmuseum).